# Ubuntu 20.04
Ubuntu 20.04 là một hệ điều hành Ubuntu được phát triển bởi Ubuntu 20.10, nó phát hành chính thức đưa ra văn phòng vào ngày 13 tháng 4 năm 2020 và phát hành chính thức rộng rãi vào ngày 23 tháng 4 năm 2020, nó là bản nâng cấp của Ubuntu 20.10 lúc nó phát triển trở lên, trước tháng 10 năm 2020, Ubuntu được phát hành phiên bản cuối cùng được gọi là phiên bản 20.10 được đưa các nhà bán lẻ.
Từ tháng 6 năm 2019, Microsoft giới thiệu tuyên rằng sẽ có phiên bản mới của Ubuntu là Ubuntu 20.04, nó dựa trên phát triển bởi Ubuntu 20.10. Đến tháng 7 năm 2019, Microsoft cho các nâng cấp phiên bản bảo mật kiểu từ phiên bản cũ trở lên sang các phiên bản Ubuntu này, từ tháng 8 và tháng 9 năm 2019, Microsoft tuyên rằng phần mềm Mozilla Firefox sẽ hiện có trên Ubuntu 20.04, từng không có nút start menu chỉ có nút Menu mới do Windows Update.
Ubuntu 20.04 được phát hành vào ngày 23 tháng 4 năm 2020 bởi Microsoft, do các phiên bản đó tăng bảo mật của hệ điều hành này.

### Menu
Phần mềm menu không có nút start menu, nó dựa bảo mật các hệ điều hành cũ, nó có rất nhiều các ứng dụng kiểu Mozilla Firefox được phát hiện ra, hỗ trợ Google Chrome và Chromium được hiện lên quá trình được phát triển, từng khi Menu được có trên Update mới.

### Boot screen

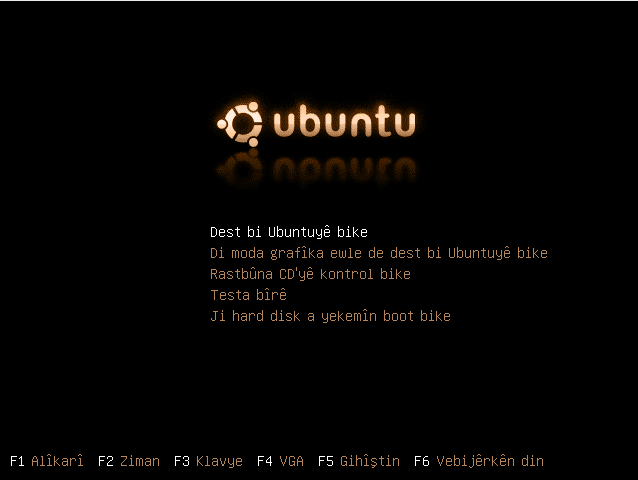
Trong cài đặt Ubuntu, nó có các phần mềm kiểu cho đĩa hoặc cắm USB

Từng khi boot screen của nó được tối hạn các chữ ''Ubuntu'' và loading bar, nó chỉ có nếu cho đĩa và cắm USB, nó sẽ phát hiện ra có chữ Ubuntu từng vào Welcome Screen, ở dưới có nhiều nút F1, F2, F3 để bấm và BIOS settings URL của Ubuntu, nhiều các nút F4, để bấm chuyển động UEFI Mode hoặc Safe Mode.
Ở Hoa Kỳ, nhiều người ta đã cắm USB được phát hiện boot screen màu xanh thắm hoặc vàng thỏi, thường bấm vào Safe Mode dùng dựa cần internet phát triển tốt hơn.
Trong khi đó, ở booting screen dùng các loại hỗ trợ của Ubuntu mới.

### Desktop
Lúc boot screen được khởi động xong, trước login screen được vào Welcome Screen, bạn sẽ thấy có màn hình con mèo đen là Panther và hình nền màu tím đẹp đẹp trên Desktop. Taskbar phía trái sau hình nền, nút menu không có, nút nhỏ chỉ có Menu to.

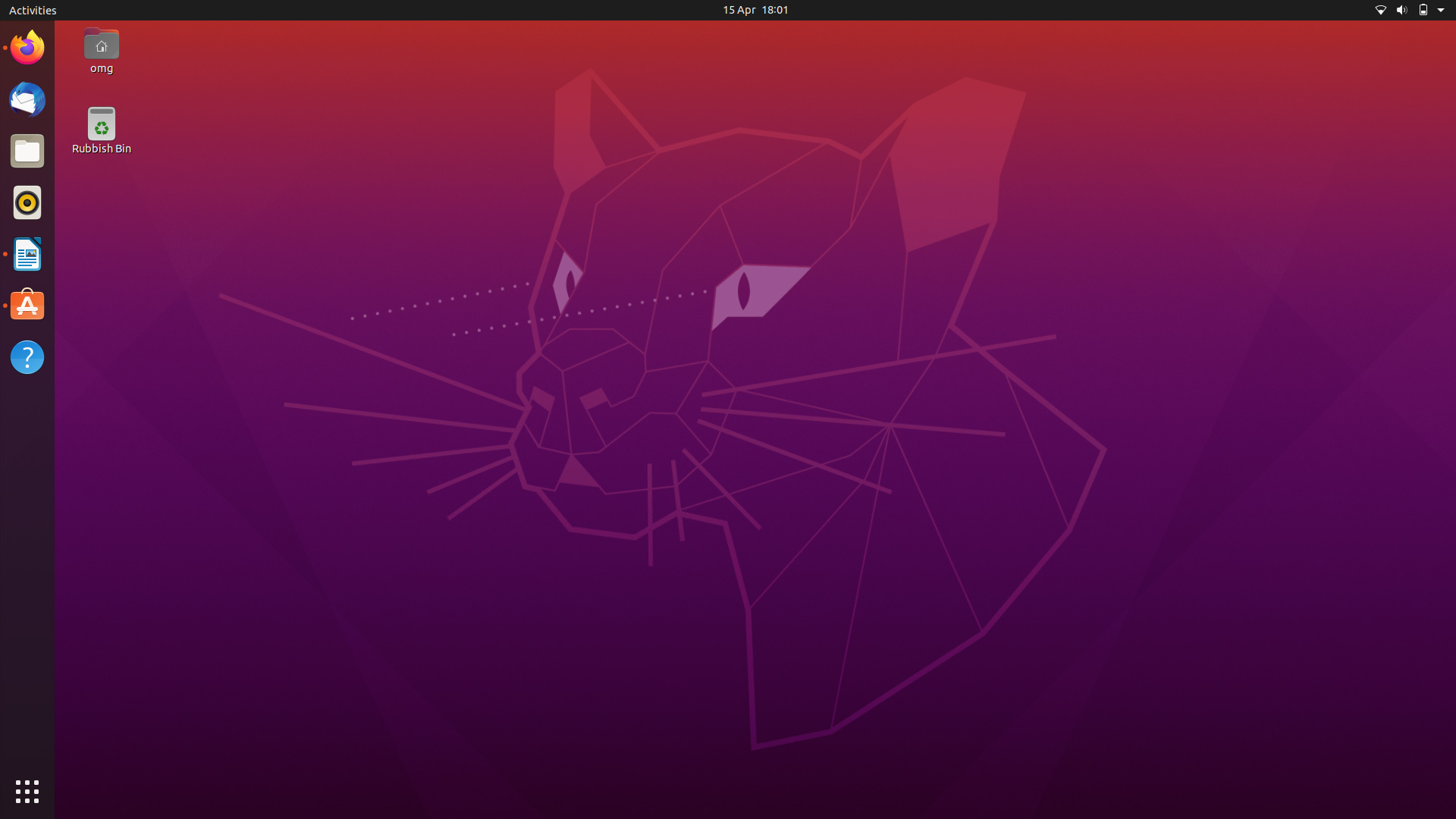
Desktop trên Ubuntu 20.04

Ubuntu 20.04 (tên mã là Mancat Sky) được thông báo vào ngày 17 tháng 6 năm 2020, bởi Microsoft tín hiệu phát hành cuối cùng mã nguồn, được hỗ trợ hoạt động vào 30 tháng 7 năm 2020, tính đến tháng 8 năm 2020, Microsoft tuyên rằng trước Ubuntu 20.04 sẽ có phiên bản mới là Ubuntu 20.10.
Từ ngày 2 tháng 8 năm 2020, Microsoft hỗ trợ Ubuntu được phát triển trở lên cả phiên bản 20.04, sáng ngày 10 tháng 8 năm 2020, Microsoft công bố rằng sẽ có phiên bản 1H6 là phiên bản tháng 8 năm 2020 của hệ điều hành này, trong đó hình nền đẹp đẹp và con mèo đen Panther, trong khi đó nhiều web được phát triển cập nhật mới. Dựa trên văn phòng và kinh doanh, các ứng dụng được tối đa phát triển từ tháng 10 năm 2020 bởi Microsoft.

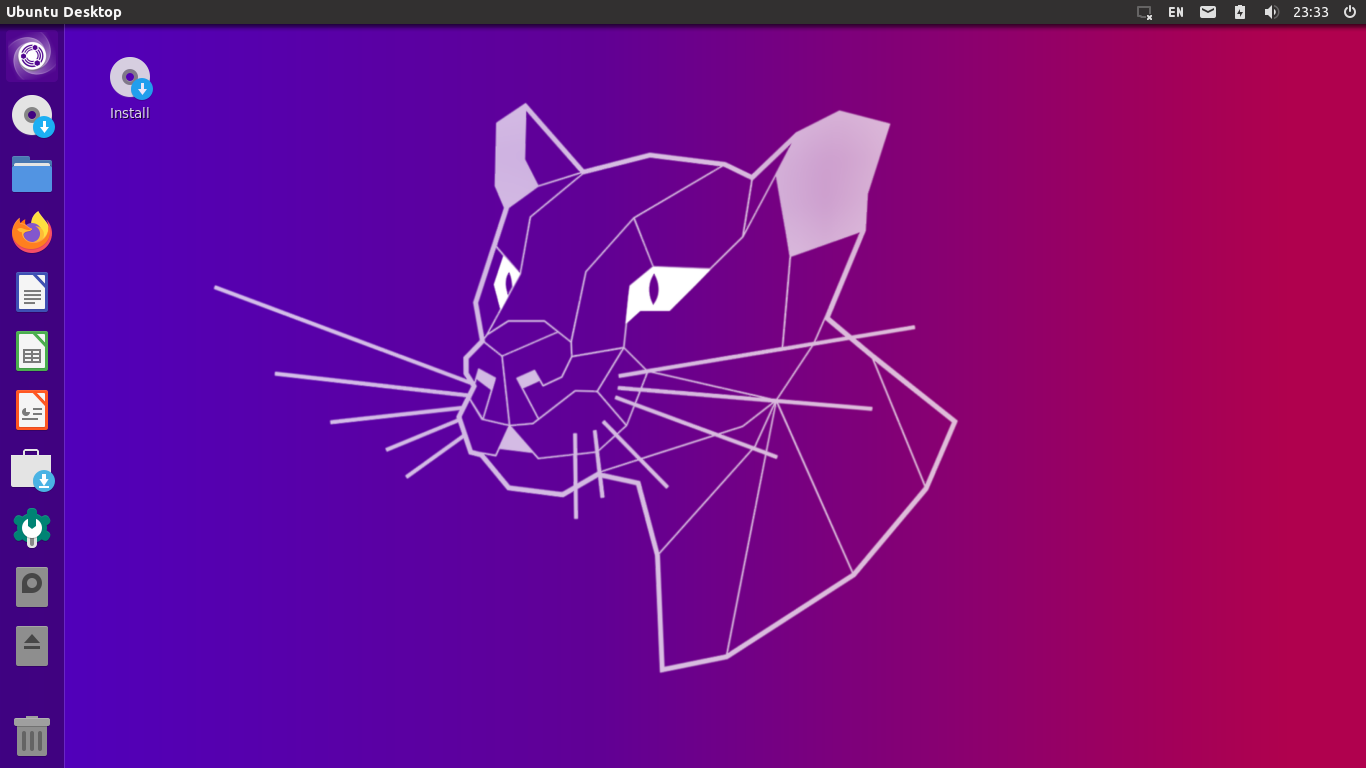
Desktop trên Ubuntu 20.04, phiên bản tháng 8 năm 2020

Nhiều các phiên bản đó được tối đa trở lên phiên bản 20.04, tính đến tháng 11 năm 2020, Microsoft cho phép bản cập nhật tháng 8 năm 2020 được dựa trên Ubuntu 20.10, được tính năng bởi Security các cấp phép bản nâng cấp. Đến ngày 29 tháng 10 năm 2020, Microsoft phát hành từng phiên bản 20.10 và 20.04, nó chỉ bản nâng cấp của phiên bản 20.10.

### Alt+Tab
Phím Alt+Tab chỉ bấm vào web, từng Microsoft công bố vào ngày 22 tháng 4 năm 2020, trong khi phím nút đó được dựa các phiên bản tối đa trừ phiên bản Except.
Ubuntu 20.04 là phiên bản cuối cùng được hỗ trợ bảo mật vào ngày 18 tháng 4 năm 2020, trước ngày 14 tháng 9, Microsoft cấp phép từng phiên bản từ tháng 8 năm 2020 được bảo mật.

### Hình ảnh

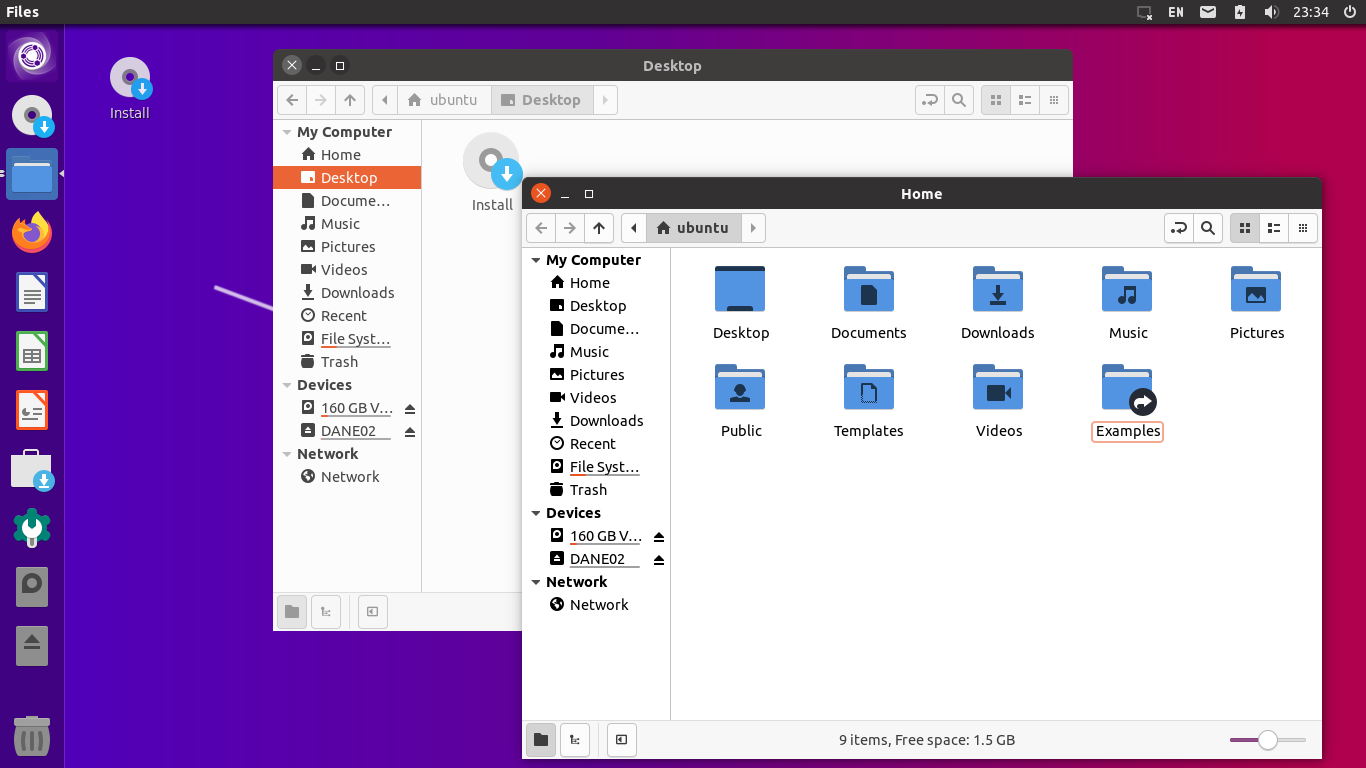
Nhiều các document được hỗ trợ phiên bản tháng 8 năm 2020
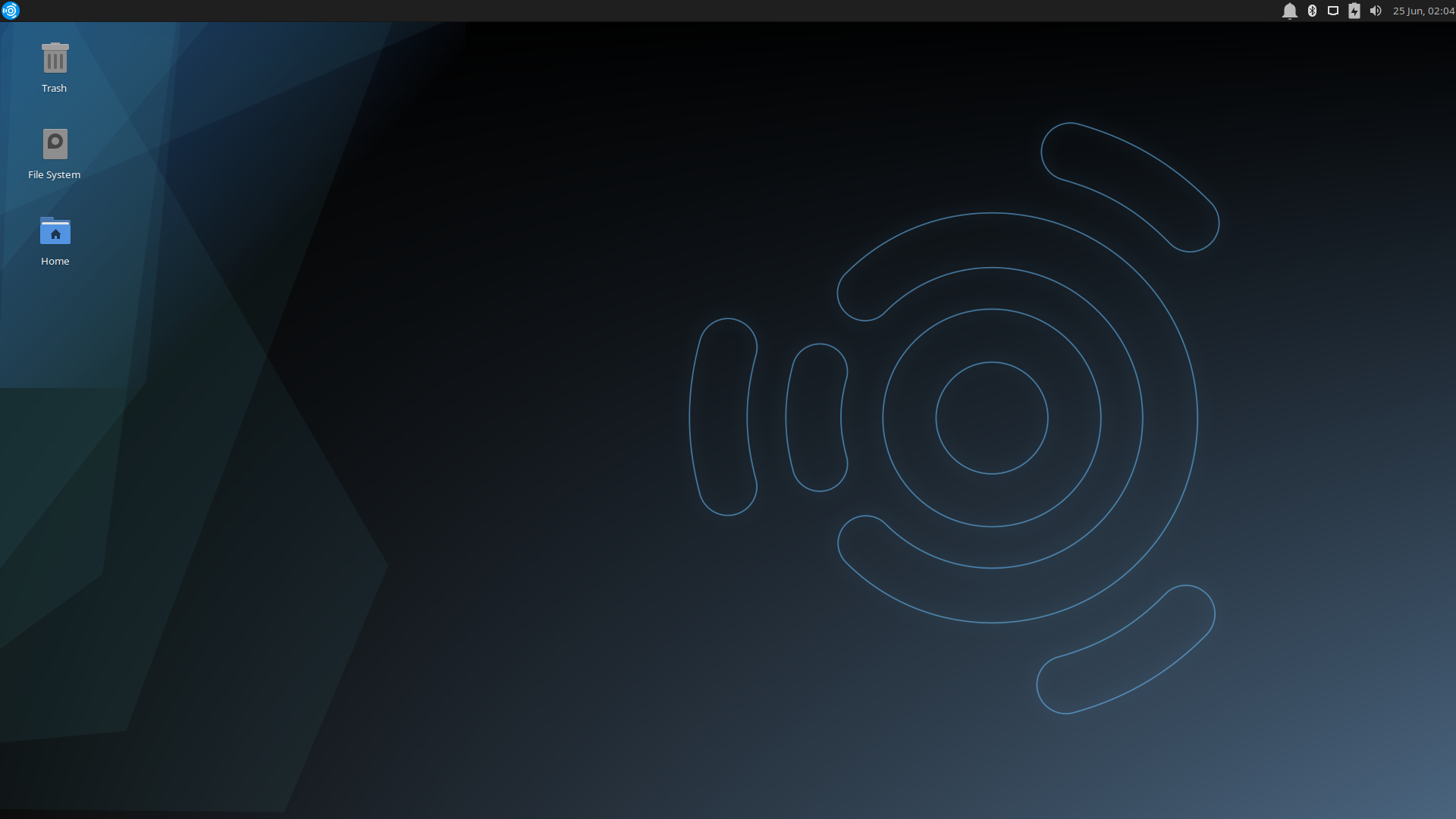
Phiên bản tháng 1 năm 2021 (sắp có)
- Giấy phép Ubuntu nâng cấp, đây là giấy phép ở Ả Rập
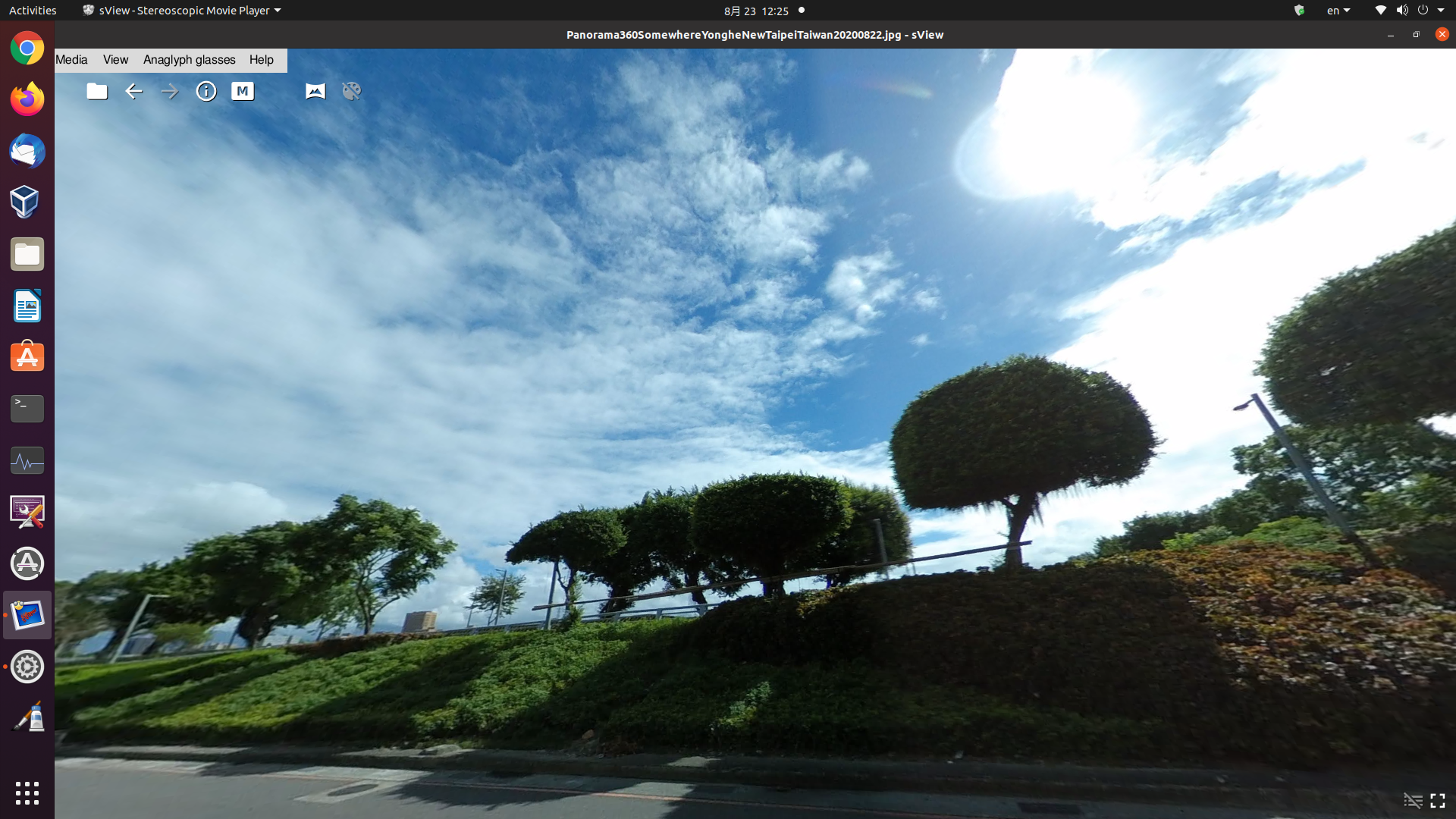
Bức ảnh cuối cùng ở Ubuntu 20.04

- Join us Ubuntu 20.04. Truy cập vào ngày 21 tháng 12 năm 2020
- Join us for friends. Truy cập vào ngày 24 tháng 12 năm 2020